# Лигети, Карой
Ка́рой Ша́ндор Ли́гети (венг. Ligeti Károly Sándor, 8 декабря 1890, Кишкёрёш, Австро-Венгрия — 2 июня 1919, Омск, Россия) — участник Гражданской войны, венгерский революционер-интернационалист, поэт, руководитель венгерской парторганизации при Федерации иностранных групп РСДРП(б) и редактор её газеты, командир венгерского интернационального отряда.

## Биография
По рабочей специальности — слесарь-металлист. Был членом Социал-демократической партии Венгрии, входил в профсоюз металлистов. Во время Первой мировой войны попал в плен, содержался в омском лагере для военнопленных, где и вступил в РСДРП(б) (1917 год). Женился на Зофии Венцкович. После Октябрьского военного переворота и установления советской власти возглавил венгерскую парторганизацию, стал редактором газеты «Форрадалом» («Революция»). После начала мятежа Чехословацкого корпуса организовал в Омске из венгерских военнопленных отряд интернационалистов численностью до 400 чел., во главе которого принимал участие в боях на Восточном Омском (Барабинском) фронте. После падения Омска с остатками отряда отступил от разъезда Кабаклы к г. Тара. Был ранен и захвачен первый раз в плен в бою 12 июня 1918 года у села Карташёвского Артынской волости Тарского уезда Акмолинской область. По другим сведениям ранения в обе ноги получил уже находясь в плену, когда в трюм парохода "Семипалатинец", где находились пленные красногвардейцы, попал снаряд во время боя белых у села Покровского под Тюменью 28 июня 1918 года. Был освобождён из плена во время восстания 22 декабря 1918г. в Омске. Перешёл в подполье, но был повторно схвачен и посажен в тюрьму в марте 1919г. Расстрелян колчаковцами в Омске 2 июня (по другим данным — 3 июня) 1919 года.

## Память
Память о Карое Лигети была запечатлена в советское время в омской топонимике. Однако с 2000-хх годов эта память постепенно искореняется.
- Памятник на месте последнего боя интернационального отряда Кароя Лигети в деревне Карташёво Муромцевского района Омской области. Установлен в 1973 году.
- Долгое время его именем называлась одна из центральных улиц Омска. В 2002 г. улицу переименовали.[3]
- Памятник Карою Лигети был создан скульптором Фёдором Бугаенко и архитектором Виктором Десятовым в двух экземплярах: один в 1979 году был установлен в парке Омский в Пеште (Будапешт, Венгрия), второй — в октябре 1980 года торжественно открыт в сквере Молодёжном на берегу Оми в Омске.[4] После установки сквер стали именовать сквером имени Кароя Лигети. В 2001 году без решения искусствоведческой экспертизы памятник К. Лигети был демонтирован (в местной прессе сообщалось, что он перенесён в Юнгородок), а сквер переименован в Воскресенский.[5] Позже обнаружилось, что памятник, вопреки планам, не был перенесён в Юнгородок, а фактически выкинут на помойку: плита из редкого розового мрамора исчезла, а повреждённая скульптура складирована на территории управления благоустройства Центрального административного округа (ул. Долгирева, 99).[6] 18 сентября 2012 года с территории учреждения, где скульптура пролежала 11 лет, она была перевезена общественниками во двор Городского музея «Искусство Омска» и передана на хранение музею.[7][8]
- На здании, в котором готовилась венгерская газета «Форрадалом», установлена мемориальная доска[9].